# Total Chaos
I Total Chaos sono un gruppo hardcore punk statunitense formati a Pomona Valley, California, nel 1988.

## Discografia

### Album in studio

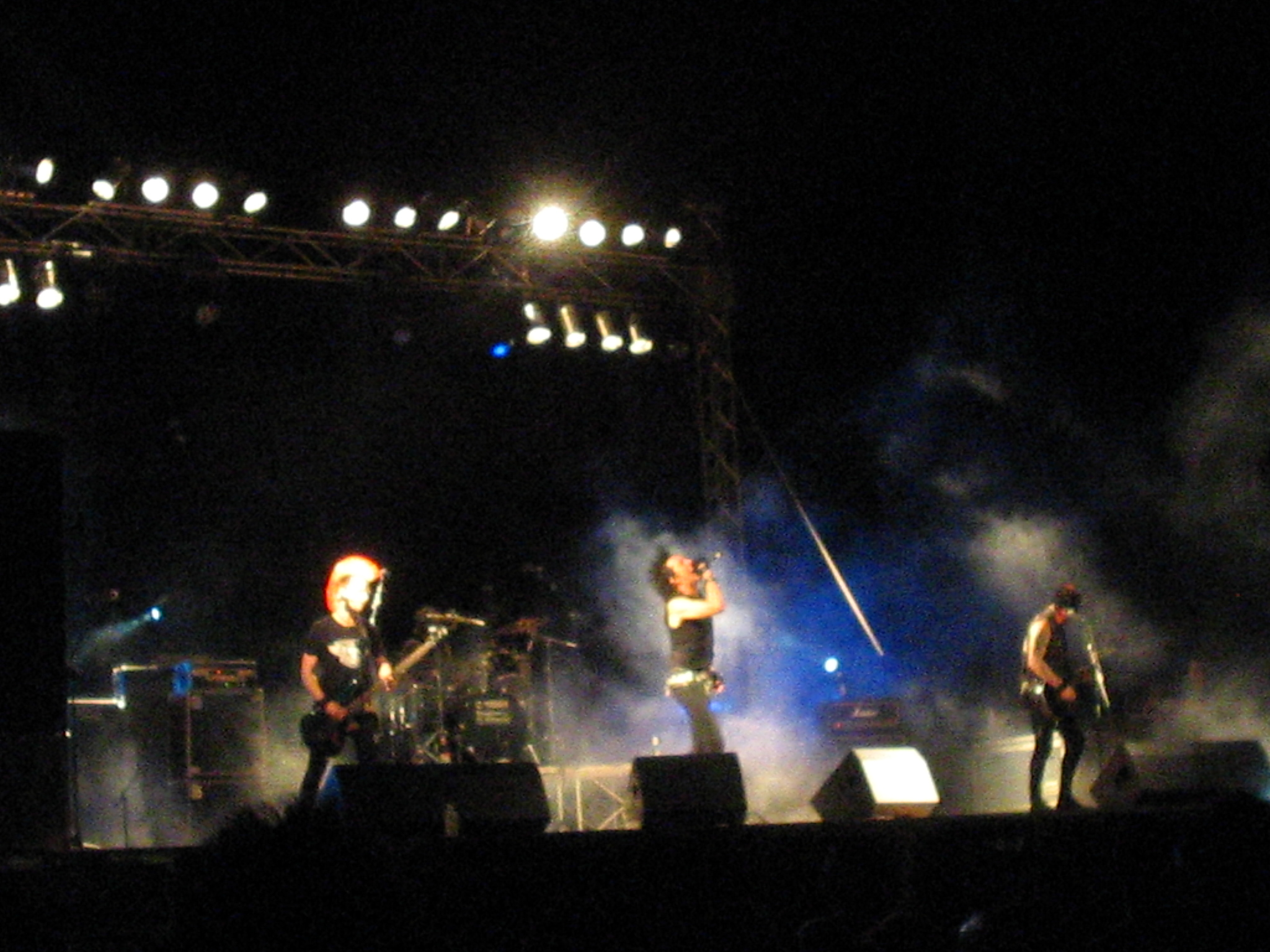
I Total Chaos in concerto.

- 1994 - Pledge of Defiance - Epitaph
- 1995 - Patriotic Shock - Epitaph
- 1996 - Anthems from the Alleyway - Epitaph
- 1999 - In God We Kill - Cleopatra
- 2001 - Punk Invasion - SOS
- 2002 - Worte & Beats - Gestrichen
- 2003 - Worte & Beats Instrumentals - Intonation
- 2003 - Tha Old Fashion Way - Hardhat Productions
- 2005 - Freedom Kills
- 2008 - Avoid All Sides - People Like You
- 2011 - Battered and smashed
- 2011-2015 - World of Insanity

### Raccolte
- 2000 - The Early Years: 1989-1993 - Cleopatra
- 2006 - 17 Years of Chaos - People Like You
- 2007 - The Feedback Continues 1990-1992 - Guttershock

### Singoli
- 1992 - Mo-Money - Always Fresh
- 1999 - Electric Lady - Cleopatra
- 2002 - Die 2 - Gestrichen
- 2003 - Das Mic - Intonation
- 2003 - Gute Gründe - Intonation

### Compilation
- 2001 - A Punk Tribute to Metallica

### Split
- 2000 - VM Live Series - Liberation (con Agent Orange e Urban DK)

## Formazione

### Attuali
- Rob Chaos - voce

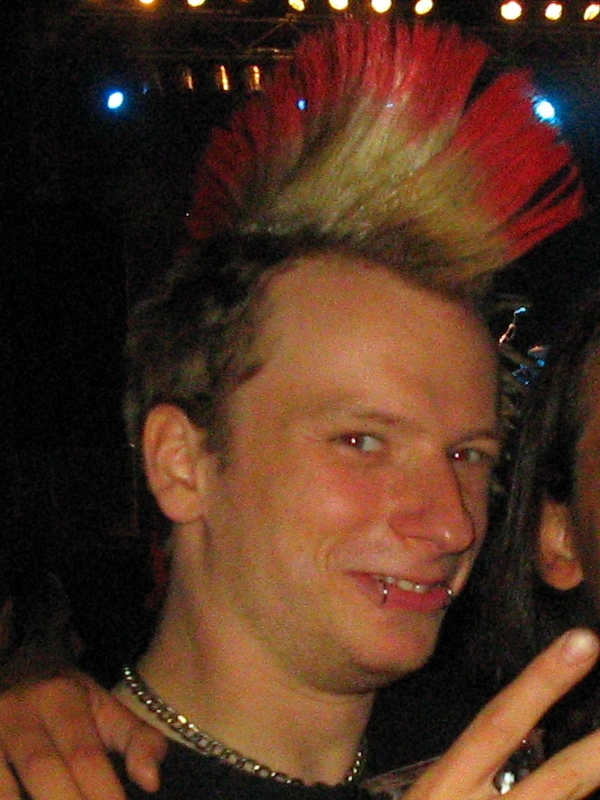
Steve a Settimo San Pietro (CA) nel 2008.

- Shawn Smash - chitarra, voce secondaria
- Geordy Justify - basso
- Miguel Conflict - batteria

### Ex componenti
- Gary Doom – chitarra
- Ronald McMurder – chitarra
- Germ – chitarra
- Foffle – chitarra
- Suzy Homewrecker – batteria
- Traci Michaels – batteria
- Danny Boy Virus – batteria
- Joe E. Bastard – basso
- Mike Monster Mora - basso